# 广东省出版集团
广东省出版集团有限公司，简称广东省出版集团，成立于1999年12月，是经中共中央宣传部、原国家新闻出版总署和中共广东省委、广东省人民政府批准成立的国有独资公司，隶属于广东省委宣传部。
公司业务涵盖图书、报刊、发行、印务、数字、投资、文化地产、绿色食品、医药健康、养老服务、旅游酒店等，旗下拥有南方出版传媒股份有限公司和广弘控股股份有限公司两家上市公司。

## 成员单位
- 南方出版传媒股份有限公司
- 广东省广弘资产经营有限公司
- 广东人民出版社有限公司
- 广东教育出版社有限公司
- 广东科技出版社有限公司
- 广东花城出版社有限公司
- 广东新世纪出版社有限公司
- 广东经济出版社有限公司
- 广东岭南美术出版社有限公司
- 广东海燕电子音像出版社/广东语言音像电子出版社
- 广东省地图出版社有限公司
- 广东时代传媒集团有限公司
- 广东省省情调查研究中心有限公司
- 广东新华发行集团股份有限公司
- 广东教材出版中心/广东南方出版传媒教材经营有限公司
- 广东南方传媒教育发展有限公司
- 广东省出版集团数字出版有限公司
- 广东新华印刷有限公司
- 广东省出版印刷物资有限公司
- 广东出版置业投资有限公司
- 广东大沿海出版工贸有限公司
- 广东广弘控股股份有限公司
- 广东省医药集团有限公司
- 广东本草药业集团有限公司
- 广东省拱北中旅集团有限公司
- 广东广弘健康产业投资股份有限公司
- 广东新知本置业有限公司
- 广东广轩大厦酒店管理有限公司[3]